# 东华乡 (清流县)
东华乡是中国福建省三明市清流县已经撤销的一个乡，2006年并入龙津镇。

## 历史沿革
2006年，撤销东华乡并入龙津镇。